# Nottwil
Nottwil é uma comuna da Suíça, no Cantão Lucerna, com cerca de 2.780 habitantes. Estende-se por uma área de 14,83 km², de densidade populacional de 187 hab/km². Confina com as seguintes comunas: Buttisholz, Eich, Neuenkirch, Oberkirch, Ruswil, Sempach.
A língua oficial nesta comuna é o Alemão.